# 基伯齡站
基伯齡站是一座多倫多地鐵布魯亞-丹佛線車站，坐落加拿大安大略省多倫多怡陶碧谷基伯齡路（Kipling Avenue）和登打士西街交界處的西南方，於1980年11月21日開幕後取代伊斯靈頓站成為該線的西端終點站。
此站毗鄰GO通勤鐵路苗頓線（Milton line）的基伯齡站。另外，多倫多公車局曾構思興建一條類似士嘉堡輕鐵的怡陶碧谷輕鐵線，連接地鐵基伯齡站與多倫多皮爾遜國際機場以至約克大學，並於地鐵基伯齡站上層大堂的南部（即南月台之上）預留空間興建怡陶碧谷輕鐵線月台。然而，怡陶碧谷輕鐵項目不了了之，該預留空間亦丟空至今。
下列由多倫多公車局營運的巴士線駛經基伯齡站：
- 40號交會處-登打士西巴士線（Junction-Dundas West）
- 44號南基伯齡巴士線（Kipling South）
- 45號基伯齡巴士線（Kipling）
- 46號馬田高巴士線（Martin Grove）
- 49號西布魯亞巴士線（Bloor West）
- 111號東大道巴士線（East Mall）
- 112號西大道巴士線（West Mall）
- 123號舍維巴士線（Sherway）
- 149號怡陶碧谷-布魯亞巴士線（Etobicoke-Bloor）
- 900號機場特快巴士線（Airport Express）
- 927號27號公路特快巴士線（Highway 27 Express）
- 944號南基伯齡特快巴士線（Kipling South Express）
- 945號基伯齡特快巴士線（Kipling Express）
- 300號布魯亞－丹佛深宵巴士線（Bloor-Danforth Night Bus）

## 外部連結
- 维基共享资源上的相關多媒體資源：基伯齡站
- （英文）TTC Kipling Station（页面存档备份，存于）－多倫多公車局網站 基伯齡站頁面